# Provincia de Regio de Calabria
La provincia de Regio de Calabria  (en italiano Provincia di Reggio Calabria) fue una provincia de la región de Calabria, en Italia. Instituida en 1817 como Calabria Ulteriore I bajo el Reino de las Dos Sicilias, su capital era la ciudad de Regio de Calabria. La Provincia limita al norte con la provincia de Vibo Valentia y provincia de Catanzaro y al suroeste con el estrecho de Mesina que la separa de la isla de Sicilia que lleva la provincia del mismo nombre.

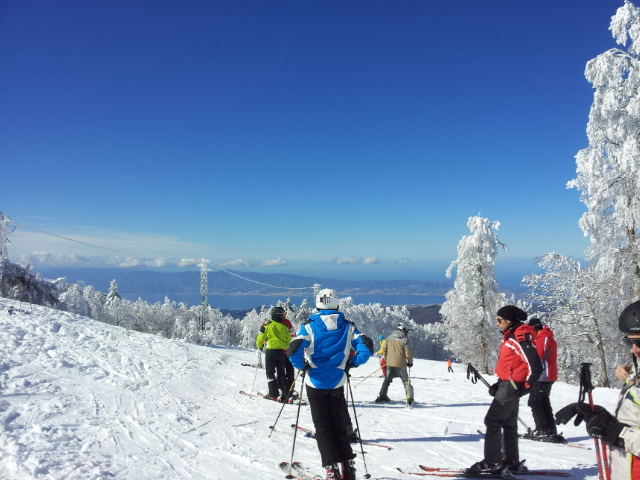
la estación de esquí de Gambarie tiene vistas al estrecho de Messina

El 7 de agosto de 2016 fue reemplazada por la ciudad metropolitana de Regio de Calabria, correspondiente a la misma área de la provincia anterior.

## Historia
Ver
- Magna Grecia
- Reino de Nápoles
- Reino de las Dos Sicilias
- Historia de Italia